# Elektronická zabezpečovací signalizace
Elektronická zabezpečovací signalizace (EZS), označována také jako elektronický zabezpečovací systém nebo nověji poplachový zabezpečovací a tísňový systém (PZTS), je jednoúčelový poplachový systém určený pro detekci přítomnosti vstupu nebo pokusu o vstup narušitelem do hlídaného prostoru a následnou akustickou či optickou signalizaci. Jde tedy o zařízení, které slouží k ochraně osob a majetku. Nejčastěji se ale používá pro poplašné systémy – alarmy, které reagují na narušení právě vyvoláním poplachu.
Výstražný systém se může spustit analogovou (např. přerušením drátu) i digitální (detektor pohybu – PIR) detekcí. Komunikace mezi detektory a ústřednou může být vedena kabelem, bezdrátově anebo kombinací předešlých způsobů, tj. jeden detektor může být připojen kabelem a druhý bezdrátově.
Systémů elektronického zabezpečení je nepřeberné množství, od těch kde ústředna funguje i jako detektor a signalizace, až po složité systémy s jednotlivými komponenty rozmístěnými nezávisle na sobě. Provedení může být buď jako drátový elektronický zabezpečovací systém (levnější řešení, nemusí se měnit baterie ve snímačích), nebo jako bezdrátový elektronický zabezpečovací systém, jehož výhodou je naopak zejména rychlá montáž i demontáž a snadná rozšiřitelnost EZS, zásadní nevýhodou je však nekompatibilita bezdrátových EZS mezi rozdílnými výrobci.

## Ústředna
Ústředna je „mozek“ celého systému, který je propojen s ostatními prvky systému kabely nebo bezdrátově. Obstarává komunikaci mezi jednotlivými komponenty systému, má v integrované paměti uložené nejdůležitější nastavení. Podle připojených komponentů pak může rozličně reagovat na narušení objektu.
V základu bývá ústředna často vybavená jen tím nejnutnějším pro základní funkce, laicky podáno, při vyvolání poplachu narušením některého detektoru pošle signál poplachu dál. Nejčastěji to bývá akustická signalizace – siréna. Ústřednu je možné většinou ale rozšířit o další důležité funkce, a to zejména:
- Komunikátor – Obstarává komunikaci mezi uživatelem, správcem či montážním partnerem. Odesílá informace o stavu systému nebo jeho změnách pomocí SMS zpráv nebo hlasových hovorů. Může posílat Fotografie pořízené detektory Je možné připojení na Pult centralizované ochrany (PCO), ten slouží pro okamžitý zásah odborných složek i bez vědomí majitele, správce či pověřené osoby. Tato služba je placená. Mohou se použít komunikátory několika typů: Veřejná telefonní síť (PSTN) komunikace probíhá pomocí telefonní linky, dnes už se používá jen zřídka; Global System for Mobile Communications (GSM) nejčastěji používaný způsob komunikace pomocí bezdrátové sítě; Local Area Network (LAN) s výhodou jednoduchého a rychlého posílání fotografií; je možná taky kombinace již zmíněných komunikátorů v případě výpadku jednoho z nich.
- Rádiový modul – Přidáním rádiového modulu lze k ústředně připojit bezdrátové detektory. V takovém případě je možné ústřednu nastavit tak aby zareagovala poplachem pokud rádiový detektor neodpovídá. Rušením signálu tak není možné alarm obejít.

Ústřednu je možné pak vybavit ještě dalším příslušenstvím. např. expanderem – pro připojení více detektorů. Další příslušenství záleží na výrobci, kteří se v současnosti předbíhají ve vybavení a možnostech svých systémů.

## Ovladač
Ovladač je prvek, který slouží k ovládání a případně též k programování ústředny. Dnešní alarmy je možné ovládat několika způsoby. Jako ovladač se nejčastěji používá klávesnice vybavená tlačítky, případně čtečkou RFID karet a přívěšků, čtečkou otisku prstů nebo též dálkové ovládání. U některých systémů se dá přes klávesnici provést nastavení celého systému. Klávesnice slouží k zastřežení i odstřežení systému. Dalšími způsoby je ovládání přes internet, kdy se většinou používá integrované webové rozhraní, ke kterému se uživatel může připojit po zadání hesla nebo ovládání přes mobil (SMS příkazy, hlasové hovory).
Nejčastější způsoby ovládání zabezpečovacího systému tedy jsou:
- Klávesnice - lokální ovládání systému, které lze provést uvnitř a taktéž i vně střeženého objektu - je připojena pomocí sběrnice (kabelem) nebo pomocí radiového komunikátoru (bezdrátově)
- Mobil - slouží pro základní ovládání systému (zajištění, odjištění nebo také zapnutí či vypnutí programovatelných výstupů) - využívá GSM nebo LAN komunikátor
- Webové rozhraní - vhodné pro pokročilé ovládání systému, možné je systém i programovat - využívá LAN komunikátor
- Klíčenka - je možné ovládat nejzákladnější funkce systému - komunikace probíhá s rádiovým komunikátorem ústředny

## Detektory
Detektory jsou prvky systému, které jsou rozmístěny v hlídaném objektu a mají za úkol reagovat aktivací při narušení (otevření, pohyb, rozbití atd.) a to tak, že tuto informaci předají ústředně, která ji následně zpracuje. Nejčastěji používané prvky používané v elektronické zabezpečovací signalizaci je magnetický kontakt, detektor pohybu (tzv. PIR detektor) a detektor tříštění skla (tzv. GBS detektor). Zvláštními jsou:
- PIR+MW – Detektor reagující na pohyb. Před odesláním poplachového signálu je provedena MW analýza. Pokud i ta je kladná, je signál odeslán do ústředny.
- PIR+kam – Detektor, který do ústředny odešle signál, ale i obrázek z připojené kamery, která na podnět pohybového detektoru začne snímat střežený prostor.
- dvouzónový PIR – Detektor s dvěma detektory pohybu. Pro odeslání signálu musí být narušeny obě hlídané zóny.
- magnetické detektory – Reagují po rozepnutí, přerušení smyčky odesláním signálu do ústředny, instalují se na dveře, okna, garážová vrata apod.
- infra závora – V podstatě stejný princip funkčnosti jako magnet (v rámci zabezpečovacího systému).
- hlásič požáru – Reagují na změnu teploty a kouř. Tato funkce je zapnutá i při odstřežení objektu.
- detektory plynu – Reagují na obsah určité látky v ovzduší. Reakce stejné jako u hlásiče požáru.

K zabezpečovací technice v podstatě není problém připojit žádný detektor, který reaguje vysláním signálu a nebo naopak přerušením signálu.
K těm patří např. záplavový nebo roletový snímač.

## Siréna
Siréna je výstupní prvek, který je aktivován ústřednou při poplachu a který má upozornit okolí (vnější siréna) nebo vysokou intenzitou hluku v hlídaném prostoru (vnitřní siréna) odradit narušitele. Někdy je siréna též vybavena blikačem, který opticky indikuje a identifikuje narušený objekt a pomáhá případně zásahové skupině bezpečnostní agentury snadněji nalézt objekt.

## Komunikátor
Komunikátor je zařízení, které předává mimo objekt informaci o narušení objektu, případně o odchylce od normálního provozního stavu zabezpečovacího systému.
Nejčastější typ komunikátoru, který se v současné době používá, je
- GSM komunikátor
- LAN komunikátor
- Telefonní komunikátor (PSTN)
- Komunikátor využívající radiové sítě s vyhrazenou frekvencí.